# Капітанівський ліс
Капітанівський ліс — один з об'єктів природно-заповідного фонду Луганської області, заповідне урочище місцевого значення.

## Розташування
Заповідне урочище розташоване поблизу сіл Муратове і Капітанове Новоайдарського району Луганської області, на південний захід від районного центру Новоайдар на території Капітанівського лісництва державного підприємства «Новоайдарське лісомисливське господарство». Координати: 48° 48' 36" північної широти, 38° 47' 55" східної довготи.

## Історія
Заповідне урочище місцевого значення «Капітанівський ліс» оголошено рішенням виконкому Ворошиловградської обласної ради народних депутатів № 300 від 12 липня 1980 р. (в. ч.), № 247 від 28 червня 1984 р.

## Загальна характеристика
Загальна площа заповідного урочища — 542,0 га. Являє собою штучні соснові насадження, серед яких зустрічаються залишки природних березових і вільхових колків на другій піщаній терасі Сіверського Дінця. Лісові насадження мають цінність через високу життєздатність культури сосни звичайної в умовах недостатнього зволоження степової зони України. Середня висота сосни — 12,0 м, діаметр — 8-14 см.

## Рослинний світ
В заповідному урочищі домінують насадження сосни звичайної з домішками природних колків берези та вільхи. Трав'яний покрив формують хміль звичайний, дрік красильний, конюшина лучна, зіновать Цінгера, плакун верболистий, жабриця рівнинна, скабіоза українська, дивина густоквіткова, чебрець Палласів, буквиця лікарська, нечуйвітер зонтичний, цмин піщаний, деревій горбковий, волошка Лавренка, конвалія звичайна, холодок лікарський, очерет південний, куничник наземний, келерія піскова, рогіз широколистий тощо.

## Тваринний світ
Фауна урочища представлена цінними мисливськими видами, серед яких: заєць-русак, вивірка звичайна, куниця кам'яна, куниця лісова, свиня дика.

## Ландшафтний склад
Степи — 0%,

умовно-природні ліси — 0%,

штучні ліси — 100%,

водойми — 0%,

орні землі — 0%,

населені пункти — 0%.